# کاپرارولا
کاپرارولا (به ایتالیایی: Caprarola) یک کومونه در ایتالیا است که در استان ویتربو واقع شده‌است.

## خصوصیات
کاپرارولا ۵۷٫۴۷ کیلومترمربع مساحت و ۵٬۳۸۸ نفر جمعیت دارد و ۵۲۰ متر بالاتر از سطح دریا واقع شده‌است.